# Wendy Moniz
Wendy Moniz (* 19. Januar 1969 in Kansas City, Missouri) ist eine US-amerikanische Schauspielerin.

## Leben und Karriere
Ihr Debüt erlebte Moniz in der Fernsehserie Springfield Story als Dinah Marler. Anschließend folgten Rollen in den Serien Nash Bridges und The Guardian – Retter mit Herz. Für ihre Rolle in Springfield Story wurde sie zweimal für den Soap Opera Digest Award nominiert.
Moniz war von 1991 bis 1996 mit David Birsner verheiratet. Von 2000 bis 2020 war sie mit ihrem Schauspielkollegen Frank Grillo verheiratet, mit dem sie zwei Söhne hat.

## Filmografie (Auswahl)
- 1995–1999: Springfield Story (Guiding Light, Fernsehserie, 98 Folgen)
- 1999: Dienstags bei Morrie (Tuesdays with Morrie, Fernsehfilm)
- 2000: Battery Park (Fernsehserie, 2 Folgen)
- 2000–2001: Nash Bridges (Fernsehserie, 22 Folgen)
- 2001–2004: The Guardian – Retter mit Herz (The Guardian, Fernsehserie, 58 Folgen)
- 2009–2010: Damages – Im Netz der Macht (Damages, 7 Folgen)
- 2011: Liebe, Lüge, Leidenschaft (One Life to Live, Fernsehserie, 4 Folgen)
- 2013–2014: Betrayal (Fernsehserie, 13 Folgen)
- 2015: Marvel’s Daredevil (Fernsehserie, Folge 1x03)
- 2015: The Grief of Others
- 2016–2017: House of Cards (Fernsehserie, 7 Folgen)
- 2017: Wheelman
- 2018–2024: Yellowstone (Fernsehserie, 24 Folgen)
- 2021: Law & Order – Organized Crime (Fernsehserie, 7 Folgen)
- 2022: FBI – Most Wanted (Fernsehserie, 4 Folgen)
- 2024: Long Gone Heroes